# 楊肅
楊肅（?—?），原为樵夫，故又名杨樵。唐末南安县水头人。
精岐黄之術，隱居於南安石井西北隅崎髻山中岩下读书，后为道士。王审知的夫人有疾，楊肅灸之立即痊癒。王审知封他为“太乙真人”。
朱熹赠杨樵對联：‘仙子友英贤，一局曾消千日瞬；天王旌国手，三军为导万人川。”